# Сенале-Сан Феличе
Сенале-Сан Феличе (итал. Senale-San Felice 
  ) је насеље у Италији у округу Болцано, региону Трентино-Јужни Тирол.
Према процени из 2011. у насељу је живело 244 становника. Насеље се налази на надморској висини од 1292 м.

## Становништво
Према резултатима пописа становништва 2011. у општини је живело 782 становника.
| 1931. | 1936. | 1951. | 1961. | 1971. | 1981. | 1991. | 2001. | 2011. |
| ----- | ----- | ----- | ----- | ----- | ----- | ----- | ----- | ----- |
| 603   | 587   | 652   | 713   | 761   | 715   | 709   | 787   | 782   |